# Bohuslavice (ort i Tjeckien, Vysočina)
Bohuslavice är en ort i Tjeckien.   Den ligger i regionen Vysočina, i den centrala delen av landet, 130 km sydost om huvudstaden Prag. Bohuslavice ligger 540 meter över havet och antalet invånare är 125.
Terrängen runt Bohuslavice är lite kuperad. Runt Bohuslavice är det ganska glesbefolkat, med 25 invånare per kvadratkilometer. Närmaste större samhälle är Dačice, 12,6 km sydväst om Bohuslavice. Trakten runt Bohuslavice består till största delen av jordbruksmark.